# 重阳镇 (西峡县)
重阳镇，是中华人民共和国河南省南阳市西峡县下辖的一个乡镇级行政单位。

## 行政区划
重阳镇下辖以下地区：
云台村、水峡河村、香坊沟村、八庙上街村、八庙下街村、芦沟村、重阳村、白龙村、奎岭村、寺沟村、西营村、杜家岗村、半川村、鱼池村、雪沟村、燕子村、高台村、洪湖村、三坪沟村和五朵村。